# Suhoj Su-7
Suhoj Su-7 (NATO naziv: Fitter-A) je sovjetski mlazni lovac-bombarder koji je nastao kao potreba za borbenim zrakoplovom koji bi bio sposoban dostići brzinu od Mach 2. Izvozio se i u brojne druge zemlje, te se i danas koristi u nekim zemljama.

## Razvoj
1953. Suhoj je dobio dozvolu za razvoj novog taktičkog lovca za potrebe sovjetskog zrakoplovstva. Suhoj je predložio dva jako slična lovca a jedina veća razlika bila je u različitim konfiguracijama krila. Prijedlog s delta krilom dobio je internu oznaku T, a trebao je biti osnova za razvoj taktičkog lovca (T-1) i presretača (T-3). Uz to T-3 je trebao dobiti i radar s antenom smještenom u nosu. Drugi prijedlog dobio je strijela krilo velikog kuta te je označen kao S. On je trebao poslužiti samo za razvoj taktičkog lovca S-1. Zajedničko im je bio usisnik u nosu aviona, strelasti vodoravni stabilizatori, kapljičasti pokrov kabine i podvozje tipa tricikl.

Ispitivanja u zračnim tunelima pokazala su da je delta krilo znatno pogodnije za uporabu na velikim visinama te je T-1 odbačen, dok je nastavljen razvoj T-3 iz kojeg će naknadno nastati Su-9. S-1 sa strelastim krilom pokazao je znatno bolje letne odlike na malim visinama te je predložen kao osnova za razvoj taktičkog lovac. Nakon što je odobren daljnji razvoj, napravljen je jedan S-1, koji je prvi let obavio 7. (prema nekim izvorima 8.) rujna 1955.
S-1 je bio veliki korak za sovjetsku zrakoplovnu industriju, te ne čudi što se je razvoj pokazao teškim. Najviše je problema bilo s motorom AL-7F. Unatoč tome, kad bi motor ispravno radio, S-1 je pokazivao iznimne letne odlike. Tako je u travnja 1956. u vodoravnom letu postignuta brzina od čak 2170 km/h - znatno više nego što je traženo u originalnim zahtjevima. Zbog toga ne čudi i da su znatno prije dovršetka letnih testiranja, na S-1 nadležni odobrili gradnju serije evaluacijskih aviona pod oznakom Su-7. Oznaka Su-7 se prvi put pojavila uz nikad dovršen Suhojev lovac s klipnim motorom. Javnosti je S-1 prvi put prikazan u preletu iznad zrakoplovne izložbe Tušinovo 24. lipnja 1956. NATO mu je odmah dodijelio oznaku Fitter, koju će kasnije promijeniti u Fitter-A, nakon što će se pojaviti nove inačice.
S-1 je u osnovi bio eksperimentalni avion i zbog toga ne baš pogodan za serijsku proizvodnju. Zbog toga je Suhoj na brzinu razvio S-2, koji je prvi put poletio početkom rujna 1956. U odnosu na S-1, S-2 je imao znatna poboljšanja. Jedno je bio znatno duži trup da bi se napravio prostor za dodatne spremnike za gorivo. Smanjeno je i naoružanje s tri Nudelman-Rihter NR-30 (kalibra 30 mm) na samo dva. Topovi su smješteni u korijenje krila, kao i kod MiG-a 19.

Originalni S-1 izgubljen je u padu 23. studenog 1957. Uzrok pada je otkazivanje motora. Pilot I. N. Sokolov pokušao je prinudno sletjeti, ali je pritom poginuo. Tako su sva daljnja letna testiranja nastavljena samo na S-2, sve dok nisu stigli prvi predserijski Su-7 u proljeće 1958. Predserijska proizvodnja pokrenuta je u Državnoj tvornici 126 u Komsomolsku na Amuru, na Dalekom istoku. Svi su Su-7 zapravo rabljeni kao prototipovi za letna testiranja te je napravljena serija od oko 20 aviona. Iako su u globalu letne odlike bile odlične, avion je patio od niza manjih problema koji su se trebali otkloniti prije ulaska u serijsku proizvodnju i operativnu uporabu. Unatoč tome i nakon početka serijske proizvodnje, Su-7 je konstantno prolazio kroz promjene i poboljšanja. Jedno takvo poboljšanje bilo je postavljanje četiri mala pomoćna usisnika za zrak oko glavnog usisnika u nosu, neposredno ispred kabine. Druga znatnija izmjena bila je ugradnja jačeg motora AL-7F-1, zbog čega je trebalo proširiti stražnji dio trupa. Kako je do početka serijske proizvodnje broj izmjena i poboljšanja poprilično narastao, Suhoj je odlučio da zbog potrebe razlikovanja serijski Su-7 označi kao S-41. Svi Su-7/S-41 dodijeljeni su dvjema pukovnijama na Dalekom istoku te su u operativnoj uporabi ostali sve do sredine šezdesetih godina prošlog stoljeća, kad su ih zamijenili naprednije inačice Fittera.

## Inačice

### Su-7B
Iako je Su-7 razvijen kao čisti taktički lovac namijenjen zračnoj borbi, 1956. sovjetsko je ratno zrakoplovstvo odlučilo na njegovim osnovama razviti lovac-bombarder. Tako je na osnovama S-2 Suhoj razvio S-22. Izvana je S-22 ostao nalik Su-7 jer su sve izmjene bile uglavnom u unutrašnjosti trupa. Konstrukcija je ojačana te su ugrađeni veći spremnici za gorivo, prije svega u krilima. Ojačan je i stajni trap da bi izdržao veću maksimalnu masu pri polijetanju. Prvi S-22 prvi je put poletio 24. travnja 1959. I prije prvog leta, već u srpnju 1958., odobrena je serijska proizvodnja pod oznakom Su-7B. Pritom B nije označavao drugu po redu inačicu, već bombardirovščik (bombarder). Serijska proizvodnja Su-7B započela je u Komsomolsku na Amuru 1960. godine, a prvi su primjerci u postrojbe stigli već početkom 1961. Do kraja 1963. već je napravljeno 431 Su-7B. Zbog nemogućnosti razlikovanja izvana, NATO je za Su-7B zadržao oznaku Fitter-A. Zapravo će sve inačice Su-7 s fiksnim krilima zadržati tu oznaku
Suhoju će Su-7B postati osnova za daljnji razvoj Fittera, koji će na kraju dovesti do takvih inačica koje su imale jako malo sličnosti s originalom. U osnovi Su-7B je bio vrlo jednostavne konstrukcije, te ga često označavaju kao leteći cilindar. Zahvaljujući smještaju usisnika za zrak u nos aviona, ništa nije remetilo cjevasti oblik trupa. Suhoj je čak i strelasta krila postavio na sredinu trupa. Zanimljivo je da je strelaste vodoravne stabilizatore postavio u visini krila. Zapravo je zanimljivije da je takvo rješenje bilo uspješno te da je primijenjeno na svim kasnijim borbenim Suhojevima. S obzirom na to da je Su-7 mogao letjeti brzinama većim od dva Macha, projektanti su mu dali čvrst trup, uglavnom napravljen od aluminija. Usisnik za zrak u nosu imao je promjenjiv presjek te je zrakom napajao motor AL-7F-1-100 "čistog" potiska 66,7 kN, te 90,2 kN s uključenim sustavom za naknadno izgaranje. Da bi se smanjila ovisnost aviona o zemaljskoj opremi, ugrađena je mala plinska turbina koja je osiguravala pokretanje turbomlaznog motora. Zanimljivo je da plinska turbina nije koristila kerozin, već obični benzin te je imala poseban spremnik za gorivo. Ugrađen je i automatski sustav za gašenje vatre. Originalno rješenje je omogućavalo pomicanje konusa u usisniku u samo dvije pozicije, ali je to ubrzo unaprijeđeno te se konus mogao fino podešavati s obzirom na brzinu i visinu leta. Unutar konusa nalazila se antena radarskog daljinomjera SRD-5M (NATO oznake High Fix).
Sovjetski su stručnjaci, često silom prilika, uvijek bili skloni jednostavnim rješenjima, koja na Zapadu teško da bi prošla. Tako su problem otkazivanja turbomlaznog motora tijekom uporabe nevođenih raketa zrak-zemlja (zbog ulaska vrelih plinova u usisnik) jednostavno riješili ugradnjom sustava koji bi gasio motor tijekom njihovog lansiranja. Zapravo je sustav gasio motor uvijek kad bi pilot pritisnuo prekidač za lansiranje raketa, bez obzira bile one na avionu ili ne. To je značilo da je pilot mogao ugasiti motor i pogreškom. Da bi se olakšalo održavanje ili zamjena motora, trup se mogao razdvojiti neposredno iza izlaznog ruba krila. Krila su postavljena pod kutom od 63 stupnja. Opremili su ih hidraulički pokretanim flapsovima i eleronima. Otprilike na sredini krila postavljena je i velika zračna pregrada, dok je na kraju krila postavljena još jedna manja. Pregrade su trebale spriječiti nekontrolirani protok zraka preko krila. Vodoravni stabilizatori su bili jednodijelni i imali su hidraulično pokretanje, kao i kormilo pravca na okomitom stabilizatoru. Na stražnjem dijelu trupa nalazile su se i četiri zračne kočnice u X konfiguraciji. Da bi se dodatno skratila dužina slijetanja (posebno na smrznutim stazama), ispod ispuha motora ugrađen je kočeći padobran. Nosna noga stajnog trapa uvlačila se u prostor ispod kabine, dok su se glavne noge uvlačile u krila. Zbog toga je korijen krila bio poprilično debeo, ali je zato ostalo više slobodnog prostora u trupu za smještaj goriva. Kasnije će inačice dobiti još duže noge stajnog trapa da bi se spriječilo ulijetanje predmeta u usisnik. Unatoč činjenici da su sve noge stajnog trapa imale samo jedan kotač, bile su dovoljno izdržljive da omoguće polijetanje i slijetanje i na ne baš uređene staze.

Osnovno naoružanje bila su dva topa NR-30 kalibra 30 mm, smještena u korijenu krila. Uza svaki top išao je i spremnik za samo 65 granata. Da bi trup zaštitili od plamena topova postavljeni su posebni štitnici. U desno je krilo ugrađena i kamera za snimanje topničke paljbe. U četiri unutrašnja spremnika za gorivo i po jedan u svakom krilu moglo se spremiti do 3455 litara. To baš i nije bilo previše goriva za "žedni" AL-7F motor pa su Su-7B redovito pod trupom nosili još dva odbaciva spremnika za gorivo zapremine 620 litara.
Kako je Su-7 razvijen kao lovac, pod svakim je krilom imao samo jedan nosač, premalo za lovca-bombardera. Osim toga na ta dva nosača moglo se ovjesiti do najviše 500 kg. Još dva su se nosača nalazila pod trupom. Iako su mogli ponijeti spremnike sa 620 litara goriva, zapadni izvori navode da su mogli ponijeti samo do 500 kg bombi. Zanimljivo je da su Su-7B dobili mogućnosti nošenja taktičkog nuklearnog oružja. Pilot je sjedio u ne baš komfornoj kabini na katapultirajućem sjedalu KS-2A. Da bi se KS-2A sigurno uporabio, avion je morao biti na najmanje 105 metara visine. Za sovjetske uvjete s kraja pedesetih godina prošlog stoljeća oprema u kabini je bila sasvim zadovoljavajuća. Sastojala se od radiouređaja, jednostavnog navigacijskog sustava, sustava za identifikaciju (IFF) SRO-2 Khrom (Odd Rods), Sirena-2 radara za otkrivanje opasnosti iz zadnje polusfere, pa čak i Kremnij-2 sustav za otkrivanje radarskog zračenja. Su-7B je dobio i tri odvojena hidraulična sustava te dva pneumatska za slučaj nužde.

### Su-7BM
I prije nego što je Su-7B ušao u operativnu uporabu, sovjetsko je ratno zrakoplovstvo zatražilo razvoj inačice povećanog doleta. Odgovor je bio Su-7BM, pri čemu M znači modernizerovanij. Dodatni prostor za gorivo pronađen je u krilima, pa je sveukupna količina goriva u avionu povećana na 3755 litara. Nosači na krilima također su prilagođeni za nošenje odbacivih spremnika za gorivo zapremine 620 litara.

Posebna je pozornost posvećena sprečavanju ulaska predmeta u motor. Zbog toga je napravljen poseban sustav koji je preusmjeravao zrak iz kopresora motora prema naprijed da bi se ispuhali svi predmeti iz usisnika. Ugrađen je autopilot, poboljšana avionika, ali i motor AL-7F-1-150 koji je donio pet posto više snage pri naknadnom izgaranju. Umjesto AL-7F-1-150 ubrzo se počeo rabiti AL-7F-1-200 koji je imao isti potisak, ali i produženi vijek trajanja. Ugrađeno je i sjedalo KS-3. Tako je nastala inačica Su-7BM. U operativnu je uporabu uvedena 1963. godine, a do 1965. napravljeno je 290 aviona.

### Su-7BKL i Su-7BKM
Nakon Su-7BM u serijsku je proizvodnju ušla inačica Su-7BKL. Najveća je razlika bila u novom stajnom trapu koji je bio prilagođen uporabi s "teških" poletno-sletnih staza. Osim ugradnje većeg nosnog kotača glavne noge su dobile male pomoćne skije koje su olakšavale polijetanje i slijetanje s mekanih terena. Zbog većeg kotača nosne noge vrata su dobila posebnu izbočinu, po čemu je ova inačica najprepoznatljivija. Zanimljivo je da su, potpuno u svom stilu, sovjetski stručnjaci na Su-7BKL isprobali i stajni trap bez kotača, samo sa skijama. To nije bila potpuno nova ideja jer su takve stajne trapove koristili Nijemci na nekim borbenim avionima potkraj 2. svjetskog rata. U slučaju Su-7BKL cijela se ideja pokazala začuđujuće dobrom, ali ipak nije prihvaćena.
Naknadnim modifikacijama jednog od nutarnjih spremnika za gorivo količina je povećana na 4030 litara. Dodani su i novi vanjski spremnici zapremine 950 litara, koji su kasnije zamijenjeni još većim od 1150 litara. U slučaju uporabe većih spremnika nosivost je bila ograničena samo na potkrilne nosače. Kočeći padobran premješten je u novi prostor ispod okomitog stabilizatora, a na stražnji dio trupa su postavljeni nosači za rakete za skraćenje dužine polijetanja SPRD-110 potiska 29,4 kN. Piloti su se najviše razveselili sjedalu KS-4 koje se moglo rabiti i na nultoj visini, ali pri minimalnoj brzini od 140 km/h. Svidjela im se i ugradnja poboljšanog AL-7F-1-250 koji je imao isti potisak kao i prethodnik, ali je zato imao veću pouzdanost i produžene resurse između remonta. Poboljšana je i hidraulika. Na vrh pokrova kabine ugrađeno je osvrtno zrcalo, iako fotografije pokazuju da ga nisu dobili svi avioni.

Zadnji proizvedeni Su-7BKL dobili su po jedan dodatni nosač na krilima, iza zračne pregrade. I veći dio starijih Fittera-A koji su još bili u operativnoj uporabi naknadno su opremljeni ovim nosačem. Su-7BKL uveden je u operativnu uporabu 1965., a do 1971. proizvedeno je 267 primjeraka.
Na osnovi Su-7BKL razvijena je izvozna inačica Su-7BMK. Njezina je proizvodnja započela 1965. godine. U osnovi bila je identična sa Su-BKL, osim što je dobila stariji "klasični" stajni trap, modificirani IFF sustav, te nije mogla nositi nuklearno oružje. Do 1971. godine proizveden je 441 Su-7BKL, te su izvezeni u 13 država.

### Su-7U i Su-7UMK
U trenutku ulaska u operativnu uporabu, standardni školski napredni avion sovjetskog ratnog zrakoplovstva bio je MiG-15UTI, koji je bio prespor da bi pilote pripremio za letove brzinama većim od dva Macha. Uz to Su-7 je prilikom slijetanja morao održavati minimalnu brzinu od 450 km/h, koja je bila znatno veća od dopuštene brzine slijetanja MiG-a 15UTI. Nakon početnih studija 1964. godine, odobren je početak razvoja dvosjedne inačice Su-7 (interne oznake U-22). Napravljena su dva prototipa, a prvi je let obavljen 25. listopada 1965. Već iduće godine pokrenuta je serijska proizvodnja Su-7U (NATO oznake Moujik). Do 1971. godine isporučeno je čak 367 primjeraka.
Su-7U je baziran na konstrukciji Su-7BM-a, ali je dobio avioniku, kočeći padobran i SPRD-110 rakete sa Su-7BKL. Kako bi se trup produžio za 20 cm, ispred napadnog ruba krila dodana je jedna sekcija, dovoljno da se "ugura" još jedan kokpit. Između prednjeg i stražnjeg kokpita bila je pregrada, pa je instruktor s pilotom morao komunicirati preko interkoma. Svaka je kabina imala odvojeni sustav za stvaranje nadtlaka te odvojeni pokrov. Kako je stražnje je sjedalo bilo u istoj visini s prednjim, instruktor nije imao baš nikakvu preglednost tijekom leta. To je posebno dolazilo do izražaja tijekom slijetanja. Zbog toga je dobio posebni periskop koji se automatski podizao kad bi se spustio stajni trap. To je bilo uobičajeno rješenje za sve sovjetske školske avione napravljene na osnovi mlaznih borbenih aviona. I pilot i instruktor su sjedili na sjedalima KS-4, ali koja su dobila poseban sustav koji je onemogućavao njihovo istodobno aktiviranje, da bi se spriječilo sudaranje nakon izlijetanja iz kabine. Stajni trap je dobio dodatni tekući sustav za hlađenje kako bi se omogućio povećani broj polijetanja i slijetanja, potrebnih za obuku pilota. Su-7U je imao osnovne borbene mogućnosti jer je zadržao dva topa NR-30 i ciljnički sustav. Naravno, dodavanje još jednog sjedala postignuto je uklanjanjem spremnika za gorivo u trup, što je smanjilo i dolet. Ugrađen je motor AL-7F-1-200.

Na osnovi Su-7U razvijen je i izvozni Su-7UMK, koji je proizveden u samo 44 primjerka.

## Povijest korištenja
Su-7 je vrlo brzo postao glavni avion sovjetskog ratnog zrakoplovstva. Uz to pokazao se kao dobar izvozni proizvod, kako u države Varšavskog ugovora (Čehoslovačka, Mađarska, Poljska), tako i u "savezničke" države: Afganistan, Alžir, Egipat, Indija, Irak, Kuba, Libija, Sirija, Sjeverna Koreja i Vijetnam. Samo je Indija kupila 230 Su-7BMK i Su-7UMK.

Sovjetsko ratno zrakoplovstvo nikad nije uporabilo Su-7 u borbenim djelovanjima. Ali to ne znači da Su-7 nije rabljen u borbi. Egipatsko je ratno zrakoplovstvo na početku Šestdnevnog rata u lipnju 1967. imalo 64 Su-7BMK. Međutim, najveći broj aviona uništen je na zemlji, a ono malo "preživjelih" je slabo rabljeno u borbama. Ubrzo nakon okončanja borbi, Sovjetski Savez je Egiptu ponovno isporučio veliku količinu Su-7BMK, koji ih je intenzivno rabio tijekom borbenih djelovanja od 1967. do 1970. godine (War of Attrition). Osim iznenadnih udara na izraelske ciljeve na Sinaju, Egipat je svoje "sedmice" rabio i za taktičko izviđanje. Rabili su ih i tijekom Jomkipurskog rata 1973. godine. Egipatsko je ratno zrakoplovstvo bilo toliko zadovoljno svojim Su-7BMK da ih je osamdesetih godina prošlog stoljeća modernizirao.

Indijsko ratno zrakoplovstvo rabilo je svoje Su-7BMK tijekom rata s Pakistanom 1971. Iako su izveli više od 1500 borbenih zadaća, često na malim visinama u okruženju snažne topničke paljbe sa zemlje. Dva su pogođena projektilima zrak-zrak Sidewinder, ali su se uspješno vratili u baze. Indijsko je ratno zrakoplovstvo u tom ratu izgubilo 14 Su-7BMK, od čega četiri u zračnoj borbi, a preostale od topničke PZO paljbe.

O odličnim odlikama ovog aviona možda najbolje svjedoči njegova dugovječnost, koja je usporediva s dogovječnošću MiG-a 21. Naime, iako je prvi prototip poletio prije 54 godine, Su-7 je još uvijek u operativnoj uporabi - trideset ih je i dalje Su-7 u sastavu sjevernokorejskog ratnog zrakoplovstva.

## Tehničke karakteristike (Su-7BKL)
Osnovne karakteristike
- posada: 1
- dužina: 16,60 m
- raspon krila: 9,31 m
- površina krila: 34 m2
- visina: 4,99 m

Letne karakteristike
- dolet: 1.650 km
- brzina penjanja: 160 m/s
- najveća visina leta: 17.600 m
- specifično opterećenje krila: 434,8 kg/m2
- motor: 1 × AL-7F-1-200

Naoružanje
- naoružanje:
- 2 × 30 mm Nudelman-Rihter NR-30
- 6 spojnih mjesta za ukupno 2000 kg naoružanja